# Pjetër Arbnori
Pjetër Filip Arbnori (Durrës, Albania, 18 de enero de 1935 - Nápoles, Italia, 8 de julio de 2006) fue un político albanés. Durante el régimen socialista permaneció 28 años encarcelado por intentar crear un movimiento de oposición política. Posteriormente fue uno de los fundadores del Partido Democrático de Albania, y presidente del Parlamento de Albania desde 1992 hasta 1997 bajo el gobierno de Sali Berisha.

## Biografía
Pjetër Arbnori nació el 18 de enero de 1935 en Durrës, en una familia de creencias católicas. Cuando tenía siete años, su padre fue asesinado por partisanos albaneses en el transcurso de la Segunda Guerra Mundial, hecho que marcaría el inicio de su militancia anticomunista al proclamarse la República Popular de Albania en 1946. A pesar de haber completado los estudios obligatorios con matrícula de honor, las autoridades comunistas le denegaron cualquier beca universitaria por sus antecedentes. Tras cumplir el servicio militar y trabajar como agricultor, pudo completar con documentación falsa la carrera a distancia de Filología por la Universidad de Tirana.
En 1960, mientras era profesor de literatura en Kavajë, entró en contacto con otros intelectuales para crear un movimiento socialdemócrata, independiente del Partido del Trabajo de Albania. Pero la Sigurimi no tardó en descubrir los planes y le detuvo junto a otros siete miembros, sometiéndole a torturas durante su reclusión. La justicia albanesa le había sentenciado a pena de muerte, si bien le rebajó la condena a 25 años de prisión en la cárcel de Burrel, con la esperanza de que pudiera delatar a otros miembros de la oposición clandestina contra Enver Hoxha. Arbnori no solo no lo hizo sino que dio pautas a otros reclusos sobre resistencia no violenta, razón por la que se le prorrogaría la estancia. En el momento de su liberación en 1989 tenía 54 años, de los cuales había permanecido preso 28 años.
Ya en libertad, Arbnori se trasladó a Shkodër, donde comenzó a trabajar en una carpintería y formó una familia. En 1990 participaría en las primeras concentraciones anticomunistas del país desde la Segunda Guerra Mundial, organizadas en su ciudad. Al convocarse elecciones pluripartidistas fue uno de los impulsores del Partido Democrático de Albania, fundado en diciembre del mismo año. Después de que Sali Berisha ganase las elecciones generales de 1992, Arbnori ocuparía el cargo de presidente del Parlamento de Albania desde 1992 hasta 1997.
Berisha tuvo que dimitir a raíz de la rebelión en Albania de 1997, producida por una estafa piramidal que su gobierno había estimulado. Este episodio suscitó un adelanto electoral con victoria del Partido Socialista de Albania, liderado por Rexhep Meidani (presidente) y Fatos Nano (primer ministro), por lo que Arbnori se convertiría en uno de los líderes de la oposición. En un clima marcado por la polarización política, Arbnori llevó a cabo una huelga de hambre luego de que la televisión pública albanesa se negara a entrevistarle. A raíz de esa protesta, socialistas y demócratas negociaron una ley para garantizar la libertad de prensa.
El 8 de julio de 2006, Pjetër Arbnori falleció en Nápoles (Italia) como consecuencia de una hemorragia cerebral. Sus restos mortales fueron enterrados en Shkodër.